# Muntafiq
Muntafiq est le nom porté par une confédération de tribus arabes situées dans le centre et le sud de l'Irak.

## Historique

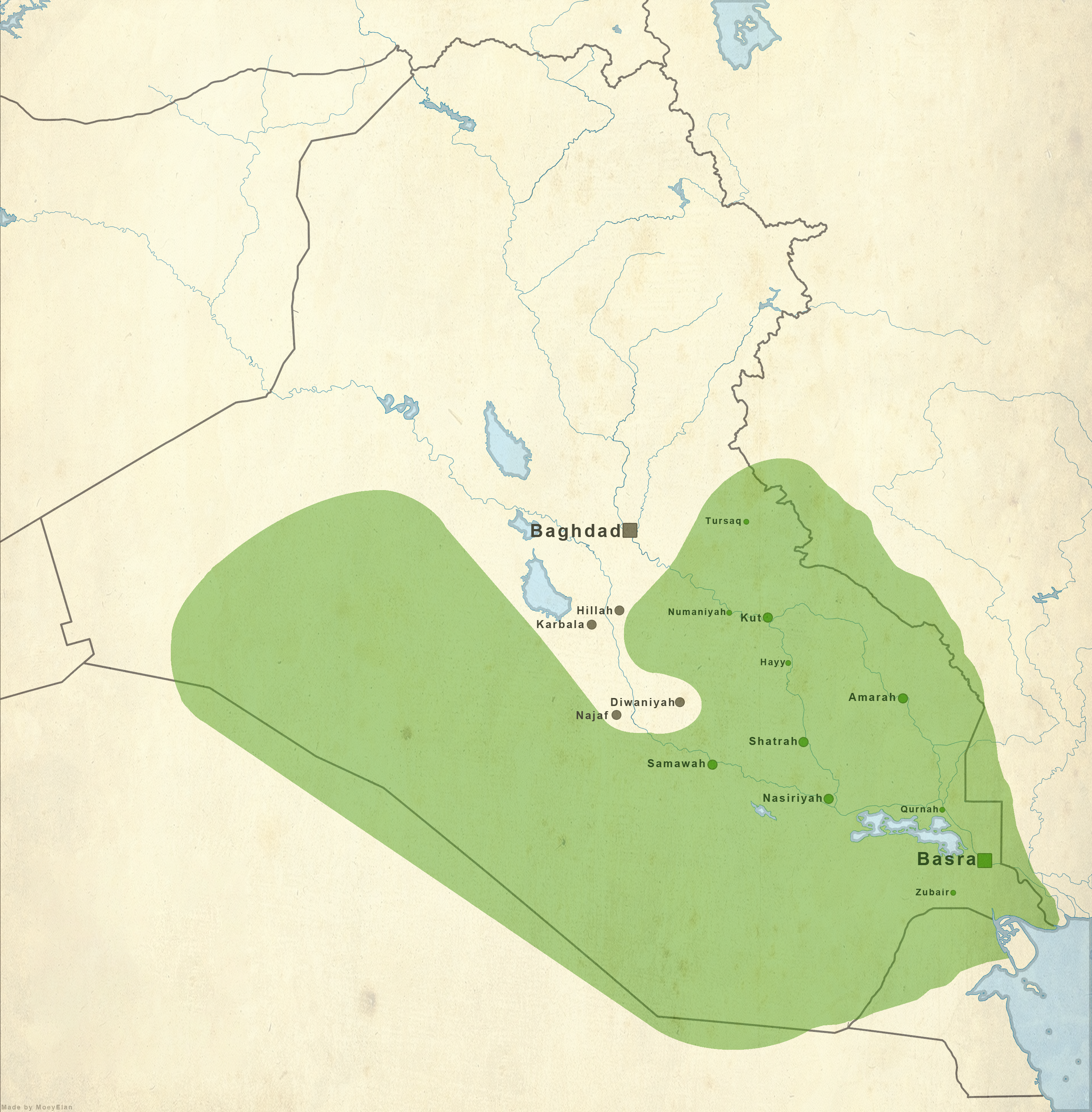
Carte montrant l'extension maximale de la confédération Muntafiq au XVIIIe siècle

Apparue à la fin de la période abbasside, la puissance de cette confédération croît jusqu'à ce qu'elle devienne l'une des plus puissantes parmi les tribus bédouines d'Irak. À l'époque ottomane, elle domine la région de Bassorah. Ses membres se sédentarisent progressivement, pratiquant l'agriculture, et se convertissent au shiisme. Aujourd'hui, après une longue période de sédentarisation, le lien tribal s'est affaibli.
L'un des cheikhs de cette tribu a donné son nom à la ville de Nassiriya. La région environnante a porté le nom de Muntafiq jusqu'en 1976.

### Sources web
- (en) G. Levi Della Vida, P. Sluglett, « al- Muntafiḳ », Encyclopédie de l'Islam.